# Az emberi jogok európai egyezménye

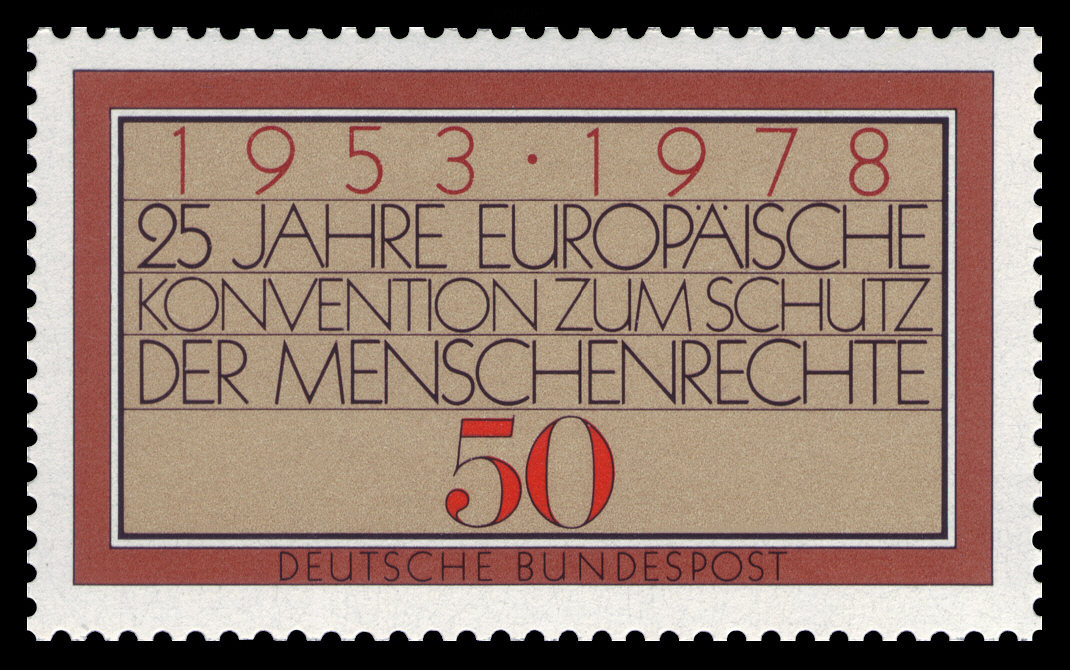
Az egyezmény 25. évfordulójára kibocsátott bélyeg

Az emberi jogok európai egyezménye az Európa Tanács 1950. november 4-én, Rómában kelt ETS-005 számú egyezménye, hivatalosan kihirdetett magyar elnevezése: "Az emberi jogok és alapvető szabadságok védelméről szóló Egyezmény". (Angol neve: Convention for the Protection of Human Rights and Fundamental Freedoms, vagy röviden European Convention of Human Rights). Az egyezmény végrehajtására hozták létre az Emberi Jogok Európai Bíróságát (European Court of Human Rights, rövidítve: ECHR vagy ECtHR).
Az egyezmény tartalmazza az emberi jogok katalógusát és a jogvédelmi mechanizmusokat (azt, hogy mi a teendő az államközi és az egyéni panaszokkal). Ezt a részt már többször módosították. Az Emberi Jogok Európa Egyezménye biztosított a világon először kollektív védelmet a jogsértések áldozatainak, a strasbourgi bírósághoz forduló panaszosoknak. Abban is első ez a mechanizmus, hogy a panaszeljárás automatikusan kapcsolódik az emberi jogok védelmére vonatkozó nemzetközi kötelezettséghez. Az államnak nincs lehetősége a megállapított felelősség elhárítására.
Az egyezményhez létrehozása óta ún. kiegészítő jegyzőkönyveket csatolta, amelyek számos alapjog védelmét is előírják. Ilyen például a tulajdon- és választójog, vagy az, hogy a házastársak egyenjogúak. De ezek a jegyzőkönyvek tilalmazzák 1983 óta a halálbüntetést és 2000 óta a hátrányos megkülönböztetést is. A kiegészítő jegyzőkönyvek elfogadását a tagállamok maguk döntik el.

## Magyarországi hatálya
Az emberi jogok és alapvető szabadságok védelméről szóló, Rómában 1950. november 4-én kelt egyezményt (a továbbiakban: egyezmény) Magyarország vonatkozásában 1992. november 5-től kell alkalmazni. Az egyezményt – és több kiegészítő jegyzőkönyvét – az 1993. évi XXXI. törvény hirdette ki.
A csatlakozást megelőző, előkészítő munka során a magyar jogrendszer átvilágításáról részletes, a magyar jogszabályok és az egyezmény összhangjának megteremtését célzó tanulmány készült, amely könyv alakban az Acta Humana című folyóiratban jelent meg.
Az 1992-ben történt csatlakozáskor a strasbourgi ítélkezés rendszere eltért a jelenlegitől. E feladat eredetileg három intézményre hárult: az Emberi Jogok Európai Bizottságára (a továbbiakban: Bizottság), a Bíróságra, valamint az Európa Tanács Miniszteri Bizottságára (a továbbiakban: Miniszteri Bizottság), amely utóbbi a tagállamok külügyminisztereiből, ill. azok képviselőiből áll ma is.
Az egyezményhez kapcsolódó 11. Kiegészítő Jegyzőkönyv, mely 1998. november 1-jén lépett hatályba, az időszakosan működő Bizottság és Bíróság közül az előbbit megszüntette és a két szervet egyetlen állandó Bírósággal váltotta fel. Az 1999. október 31-ig tartó egyéves, átmeneti időszakban a Bizottság folytatta tevékenységét azokban az ügyekben, amelyeket előzőleg már elfogadhatónak nyilvánított. Az egyezményhez jelenleg 14 jegyzőkönyv kapcsolódik, amelyek egy kivételével (12. jkv) a magyar jogrendszer részét képezik és törvényekkel kerültek kihirdetésre.
Az egyezmény számos emberi jogot garantál, amelyet a nemzeti alkotmányok, köztük a magyar alkotmány is az állampolgári jogok formájában lényegileg azonosan határoz meg (pl. élethez való jog, szólás-, vallásszabadság, a gyülekezés és egyesülés szabadsága, magánélethez, tulajdonhoz való jog, személyes szabadsághoz és tisztességes eljáráshoz való jog).
Az egyezmény azonban keretjellegű. Az egyes jogok lényegi tartalmát az Emberi Jogok Európai Bíróságának esetjoga tölti ki tartalommal. A sok ezernyi döntés a Bíróság honlapján lévő ún. HUDOC keresőrendszerben elsősorban angolul és részben franciául férhető hozzá. A főbb precendensek magyar nyelven a Legfelsőbb Bíróság honlapján, a magyar ügyekben hozott ítéletek, melyek száma több mint 150, az Igazságügyi és Rendészeti Minisztérium honlapján hozzáférhetőek.
A Bíróság esetjogával, aktuális döntéseivel foglalkozott továbbá a 2009-ben indult emberijog.eu honlap is, amely a szakmai igényességre törekvő magyar fordítások letölthető változatát is biztosította. Ma már nem működik.